# تيتوبر (حومة بم)
تیتوبر (بالفارسية: تیتوبر) هي مستوطنة تقع في إيران في منطقة مركزية ريفية. يقدر عدد سكانها بـ 183 نسمة بحسب إحصاء 2016.